# Österreichische Ski-Meisterschaften 1907
Der erste Hauptverbandswettlauf des Österreichischen-Skiverbandes, zugleich die erste Österreichische Ski-Meisterschaft wurde vom 5. bis 7. Januar 1907 in Kitzbühel im Kronland Tirol ausgetragen.

## Vergabe
Der Verband steirischer Skiläufer wurde anlässlich der Jahreshauptversammlung von 1906 vom Österreichischen Skiverband mit der Austragung des ersten Verbands-Wettlaufes beauftragt, bot die Ausrichtung aber aus nicht näher genannten Gründen im Dezember dem Wintersport-Verein in Kitzbühel an. Dieser schrieb die Bewerbe für den 5. und 6. Jänner 1907 aus.

## Sportausschuss
Dem verantwortlichen Sportausschuss gehörten als Vertretung des Österreichischen Ski-Verbandes Herr Walter aus Hohenelbe, der Maler und Hochalpinist Gustav Jahn aus Wien und Viktor Sohm (Präsident des Mitteleuropäischen Ski-Verbandes) an. Für die Vorbereitungen zeichnete der damalige Kitzbüheler Bürgermeister Franz Reisch verantwortlich.

## Teilnehmer
Die Konkurrenz wurde als Offene Meisterschaft ausgeschrieben, deshalb konnten sich auch Sportler aus dem Ausland um den Titel des „Österreichischen Ski-Meisters pro 1907“ bewerben.
Mit Rudolf Biehler aus Freiburg, seinem Bruder Bruno Biehler aus München und den Österreichern Fritz Miller und Fridolin Hohenleitner aus Innsbruck gaben vier Sportler ihre Nennung für die Meisterschaft ab. Dies war in den Anfangsjahren des meisterschaftsbetriebenen Winterrennsportes eine in Mitteleuropa damals durchaus übliche Teilnehmerzahl.

## Bewerbe

### Sprunglauf
Der Sprunglauf der Senioren wurde am 6. Jänner ausgetragen. Neben den Teilnehmern an der Österreichischen Meisterschaft hatten noch drei weitere Springer für den Sprunglauf genannt. Jeder Teilnehmer hatte drei Sprünge zu absolvieren, der beste davon kam in die Wertung. Neben der Weite entschied auch die Anzahl der gestandenen Sprünge über die Reihung.
| Platz | Land | Sportler         | Verein                            | Weite  | Note |
| ----- | ---- | ---------------- | --------------------------------- | ------ | ---- |
| 1     | GER  | Bruno Biehler    | Akad. Ski-Klub München            | 19,0 m | 1,08 |
| 2     | GER  | Rudolf Biehler   | Akad. Ski-Klub Freiburg           | 18,5 m | 1.20 |
| 3     | AUT  | Erwin Fußenegger | Verein Vorarlbergischer Skiläufer | 17,5 m | ---  |
| …     |      |                  |                                   |        |      |
| ?     | AUT  | Fritz Miller     | Ski-Klub Innsbruck                | 16,0 m | 1,95 |

### Langlauf
Das Langlaufrennen (damals „Dauerlauf“ genannt) war für den Vormittag des 5. Januars anberaumt. Die Strecke führte südwestlich von Kitzbühel auf den Höhen des Hahnenkamms über einer Länge von 12,8 km um den Wettkampfort zum Ziel auf dem Hinterbräufelde. Der Startpunkt lag auf 1.280 Meter, der höchste Punkt der Strecke bei 1.716 m. Es war eine Steigung von 522 m und in der Abfahrt ein Höhenunterschied von 1.022 m zu bewältigen.
Durch den seit Tagen anhaltenden stürmischen Schneefall waren die von den Mitgliedern des Wintersportvereines Kitzbühel gezogenen Spuren bald unkenntlich geworden. Die vier Langläufer warteten unterwegs, nachdem sie bei Schneetreiben und Nebel die vorgeschriebene Wegstrecke nicht mehr erkennen konnten, zusammen und erreichten erst nach zwei Stunden geschlossen das Ziel.
Das Rennen wurde nicht gewertet und musste am Montag, dem 7. Jänner auf stark verkürzter Strecke nachgeholt werden. Zur Teilnahme am Montag hatten sich mit den Brüdern Biehler und Miller nur noch drei Läufer entschlossen.
| Platz | Land | Sportler       | Verein                  | Zeit    | Note   |
| ----- | ---- | -------------- | ----------------------- | ------- | ------ |
| 1     | GER  | Rudolf Biehler | Akad. Ski-Klub Freiburg | 46:00,0 | 1.0000 |
| 2     | GER  | Bruno Biehler  | Akad. Ski-Klub München  | 47,42,8 | 1.2058 |
| 3     | AUT  | Fritz Miller   | Ski-Klub Innsbruck      | 49:11,8 | 1.5836 |

### Zusammengesetzter Lauf
Die Wertung aus Sprung- und Laufnoten ergab die Note für den Zusammengesetzten Lauf. Dieser gab zugleich den Endstand in der Skimeisterschaft wieder. Erster Österreichischer Ski-Meister wurde somit der deutsche Rudolf Biehler.
| Platz | Land | Sportler       | Verein                  | Note |
| ----- | ---- | -------------- | ----------------------- | ---- |
| 1     | GER  | Rudolf Biehler | Akad. Ski-Klub Freiburg | 1,10 |
| 2     | GER  | Bruno Biehler  | Akad. München           | 1,33 |
| 3     | AUT  | Fritz Miller   | Ski-Klub Innsbruck      | 1,58 |

## Quelle
- Wintersportfest in Kitzbühel (Meisterschaft von Österreich); Sport-Zeitung vom 13. Januar 1907, Seite 36